# Yokohama Bay Bridge
Yokohama Bay Bridge (jap. 横浜ベイブリッジ Yokohama Bei Buridji) – most wantowy o długości 860 m, znajdujący się w Jokohamie (Japonia). 

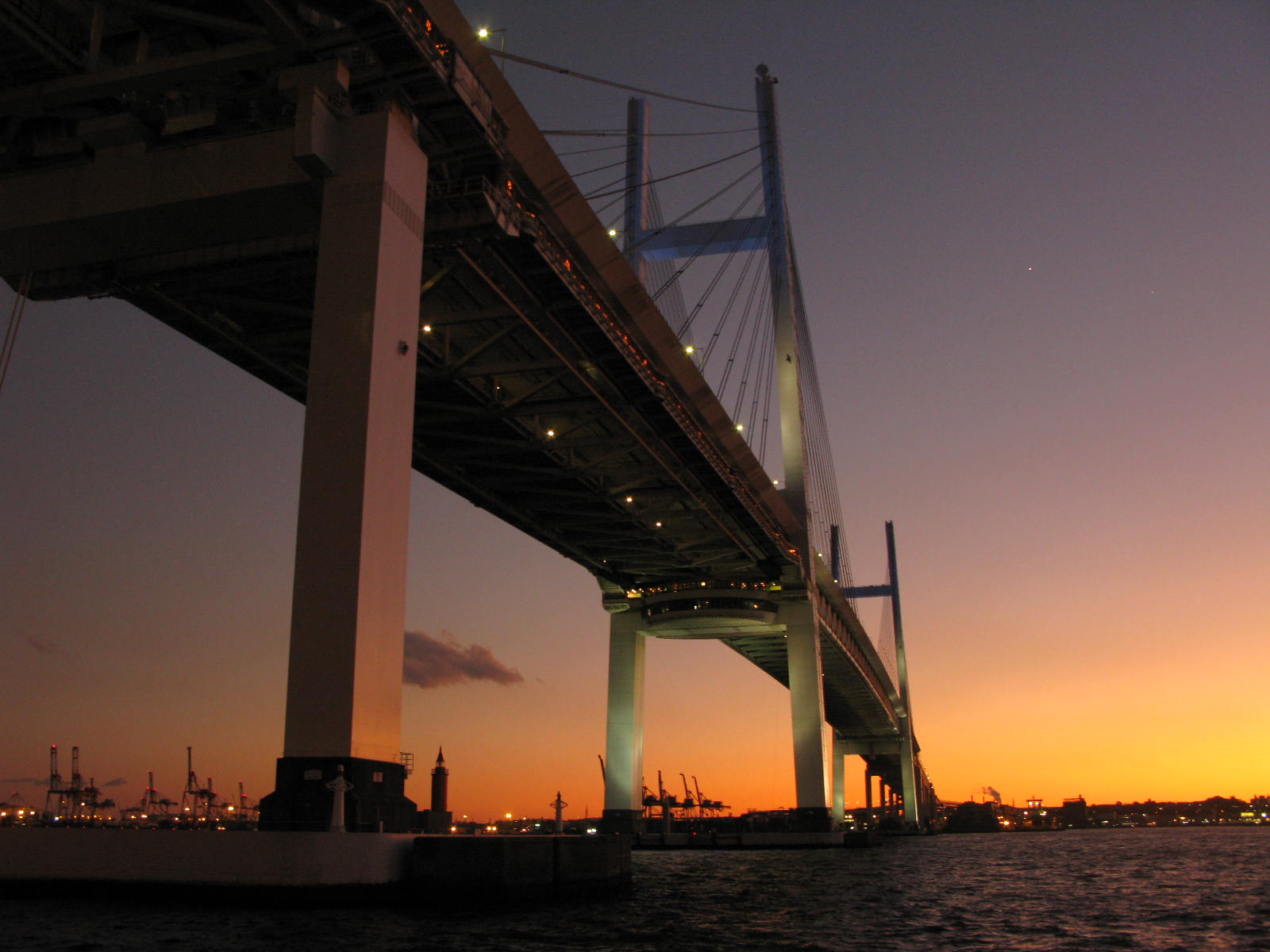
Yokohama Bay Bridge w brzasku

Został otwarty 27 września 1989 roku, łączy brzegi Zatoki Tokijskiej. Najdłuższe z przęseł ma długość 460 m (1510 stóp). Przejazd mostem jest płatny – opłata wynosi 600 jenów japońskich (¥). Most jest elementem drogi Bayshore Route, należącej do sieci dróg ekspresowych Wielkiego Tokio.
Most ten jest najbardziej znanym mostem na terenie Japonii.